# Garalde

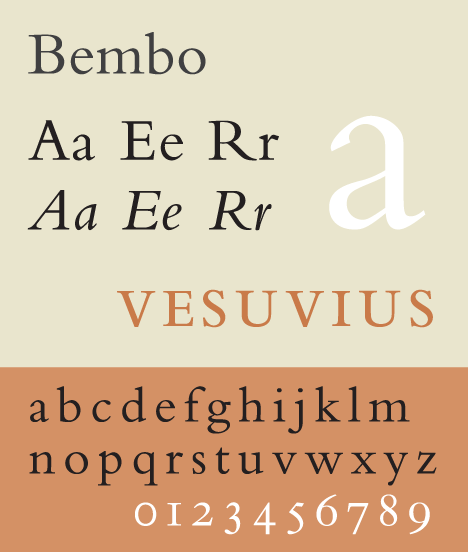
Le Bembo est une police de la famille des garaldes.

La famille des garaldes (selon la classification Vox-Atypi), ou « elzévirs », regroupe les polices typographiques à sérif présentant des empattements triangulaires et créant un contraste net entre pleins et déliés. Elles ont été conçues vers le milieu du XVIe siècle par simplification du dessin des humanes des imprimeurs vénitiens, un peu antérieures.
Garalde est un mot-valise formé à partir du nom des deux graveurs Claude Garamont et Alde Manuce. En anglais, elles sont appelées « Old Style ».

## Polices
Appartiennent entre autres à la famille des garaldes les polices :
- Garamond (gravée par Claude Garamont vers 1540 pour Robert Estienne)
- Elzévir ou Elzévir-Beaudoire (gravée par Théophile Beaudoire en 1858)
- Plantin (gravée par F. H. Pierpont en 1913)
- Goudy Old Style (gravée par Fred Goudy en 1915)
- Bembo (gravée par Stanley Morison en 1929)
- Granjon (gravée par G. W. Jones en 1928)
- Sabon (gravée par Jan Tschichold en 1967)
- Palatino (gravée par Hermann Zapf en 1950 ; très utilisé en Allemagne)
- Caslon de William Caslon (1725), regravé pour Monotype en 1911